# Universidad de Osuna
La antigua Universidad de Osuna (Sevilla, España) es uno de los ejemplos más significativos de la cultura española, tanto por su peculiar fisonomía como por la dilatada labor docente realizada en su larga trayectoria, desde 1548, fecha de su construcción, hasta el momento de su cierre definitivo en 1824. 

## Historia
Llamada desde los tiempos de su fundación Colegio-Universidad de la Purísima Concepción, fue mandada construir por Don Juan Téllez-Girón, el Santo, IV Conde de Ureña y padre del primer Duque de Osuna. Personaje de relevancia indiscutible en el campo de las artes, dentro de los dominios de la casa de Ureña propició gran número de edificios que fueron casi todos de carácter religioso, destacando este inmueble dentro del grupo de sus empresas constructivas por ser de las pocas muestras arquitectónicas de carácter civil destinada a la enseñanza.
La importancia de las construcciones patrocinadas por Juan Téllez-Girón radica en la extraordinaria labor realizada en la adopción y la difusión de las nuevas corrientes estilísticas y de pensamiento que, procedentes de Italia, coincidieron aquí como novedosas en ese período histórico. Se muestra patente el interés por la introducción de los esquemas arquitectónicos y decorativos del Renacimiento, así como de los nuevos conceptos ideológicos del humanismo que en este inmueble encontrarán eco para su divulgación, en un centro creado ex profeso para la educación del hombre moderno.
Otorgada la bula de fundación por el Papa Paulo III, sus titulaciones fueron equiparadas a las expedidas en universidades tan relevantes en su época como las de Alcalá, Bolonia o Salamanca. El Colegio-Universidad de Osuna contó también con un sistema de becas que fomentaba las labores docentes. Además se asistía con un hospicio a los estudiantes, e incluso se aseguraban servicios como el enterramiento, hechos que atestiguan su destacada posición y la importancia social y cultural de la institución a lo largo de su dilatada historia.
Las muestras artísticas conservadas en el inmueble testimonian el interés por la estética renacentista, presentándose como uno de los ejemplos arquitectónicos más señeros y definidores del brillante pasado histórico de la ciudad.

## Descripción

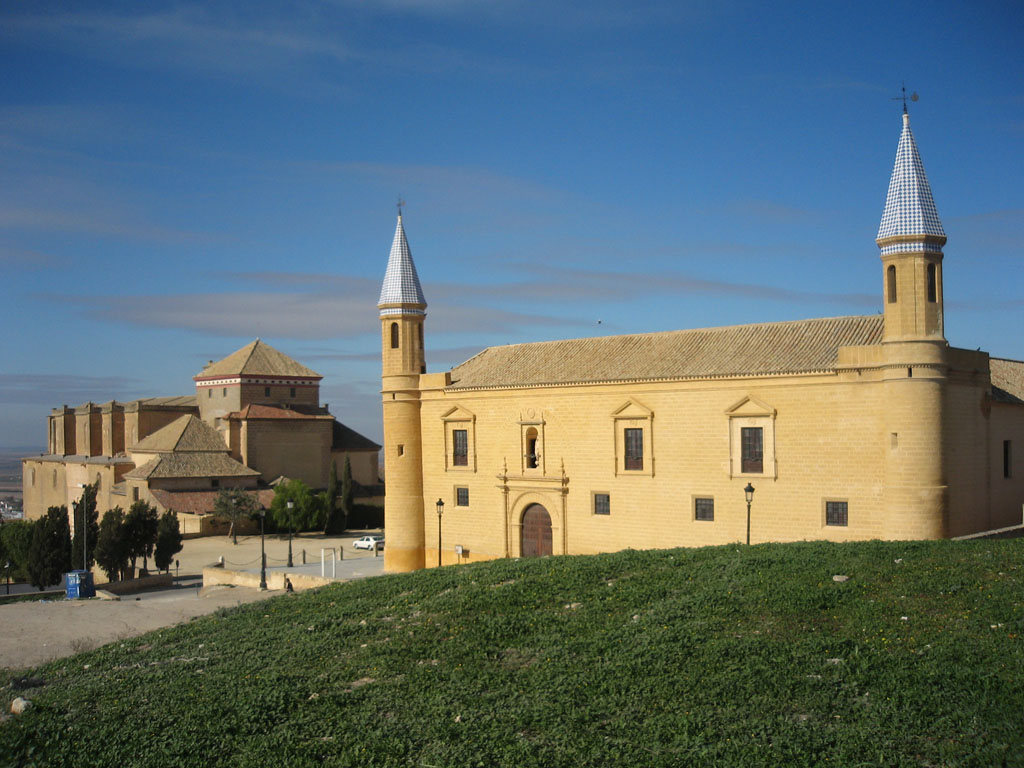
Universidad y Colegiata al fondo.

La antigua Universidad de Osuna es un edificio de planta rectangular organizado en torno a un patio de planta cuadrada. Su esquema arquitectónico se caracteriza por la sencillez y severidad de sus líneas rectas, al que su singular perfil, flanqueado por cuatro torres en los ángulos, rematadas por chapiteles recubiertos de cerámica vidriada, lo hacen uno de los edificios más emblemáticos de la ciudad.
Actualmente, la mayor parte de las dependencias originarias han sido adaptadas y transformadas en aulas modernas carentes de cualquier interés artístico y arquitectónico. Solo conserva su estructura original el costado suroriental del inmueble, donde se ubican la entrada principal inmediata a la puerta de acceso, la capilla, la sala de la Girona, el patio central, la escalera que comunica con la planta superior y la antigua biblioteca. 
A su interior se accede, desde la portada principal, a un recinto o vestíbulo de planta rectangular cubierto con alfarje de dos órdenes de vigas sobre ménsulas, decorado con labores de taracea. Esta estancia comunica, por su costado derecho con la capilla, al frente con el patio central y a la izquierda con la sala de la Girona.

### Capilla
La capilla tiene planta rectangular cubierta con alfarje de dos órdenes de vigas, tallado y decorado con motivos platerescos. Inmediato a la entrada se encuentra el sotocoro, realizado con alfarje de un solo orden de vigas en cuyo centro muestra decoración de motivos platerescos que alterna con lacería y piñas, y sobre éste se levanta la tribuna del coro alto, compuesto de antepecho de balaustres de madera.
El presbiterio se encuentra a nivel más alto que el resto de la capilla y en su cabecera se ubica un retablo neoclásico que alberga pinturas de un antiguo retablo renacentista. Está separado de la nave por un vano escarzano cubierto con reja de hierro forjado realizada en el siglo XVI, compuesta de dos bandas horizontales que dividen los dos cuerpos que la componen, en las que aparece una decoración renacentista de roleos dorados al fuego, y que se configuran a modo de entablamento. Entre las dos bandas se establecen barrotes verticales torneados, que en la zona central del cuerpo inferior se abren para dar acceso a la capilla. Remata la reja una crestería compuesta de semicírculos realizados con barrotes torneados, terminados en puntas y coronados con motivos heráldicos. 
El púlpito, realizado en madera, se ubica en el muro izquierdo de la capilla. Se compone de escalera de acceso con antepecho de balaustres, un cuerpo rectangular sujeto al muro a modo de balcón, y un vano de medio punto empotrado en el muro, bajo un frontón triangular rematado con una cruz.

### Sala de la Girona

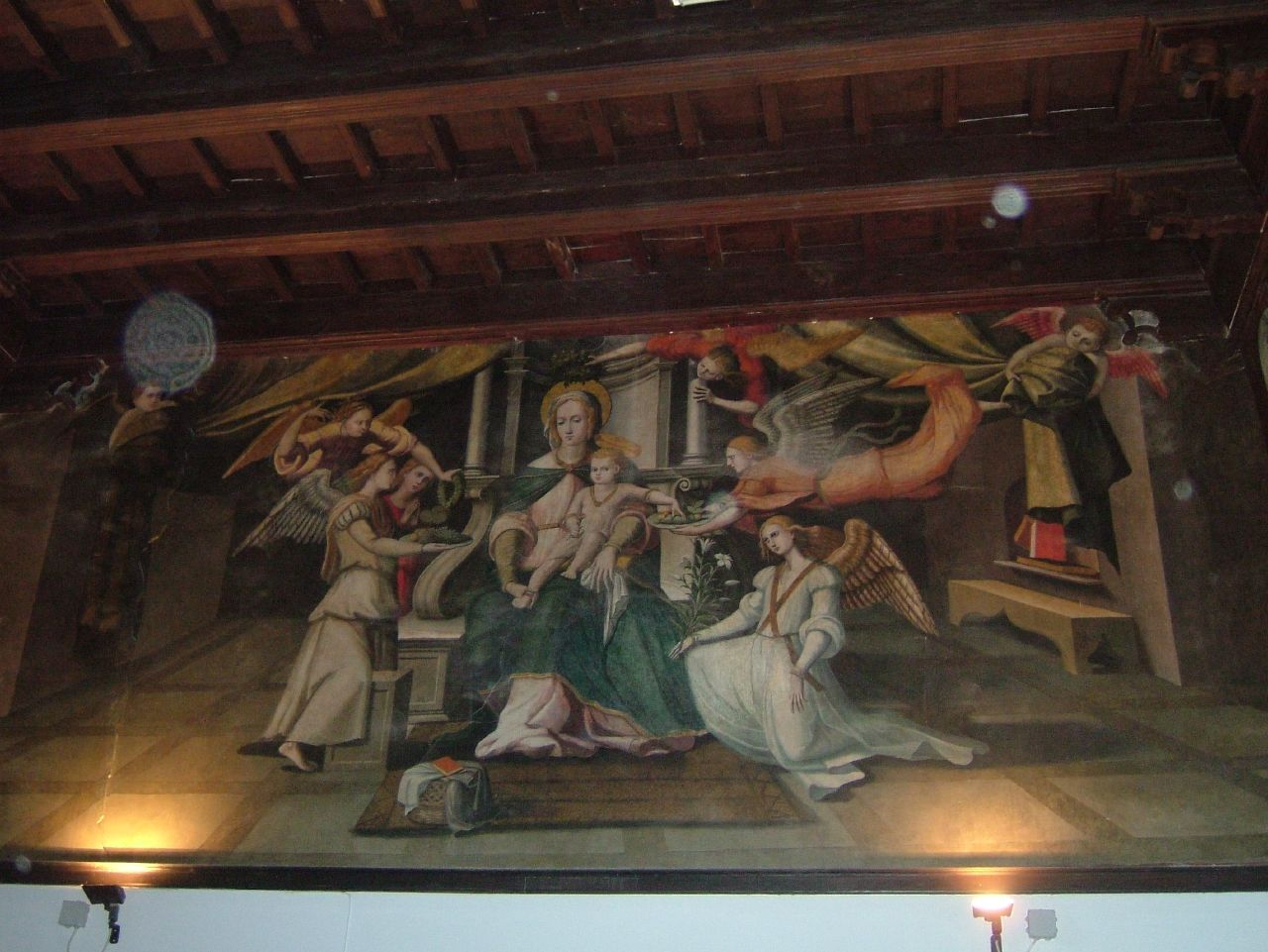
Pinturas de la Universidad.

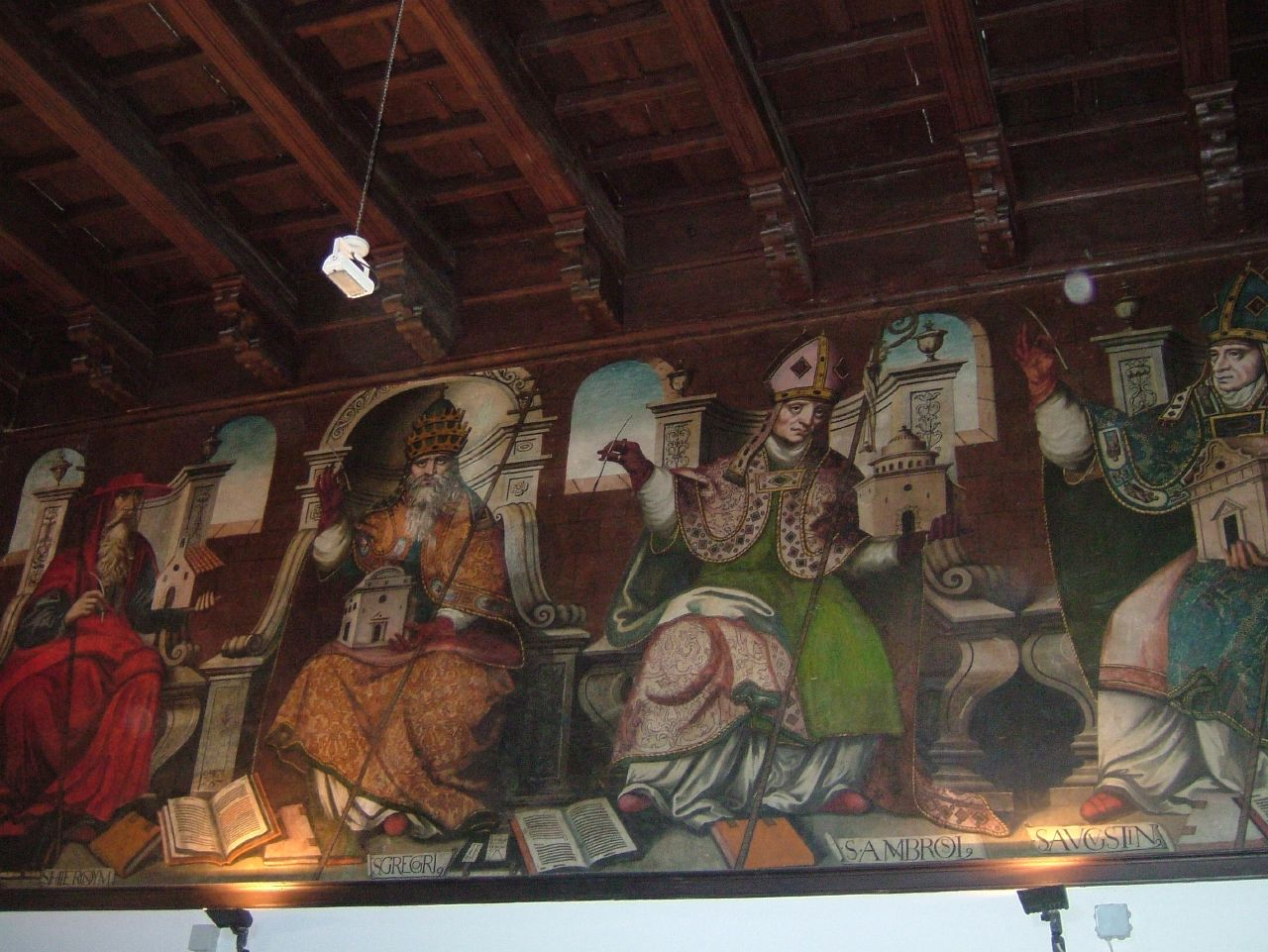
Pinturas de la Universidad.

La sala de la Girona es de planta ligeramente rectangular, cubierta con alfarje de dos órdenes de vigas sobre canes. La zona alta de su paramento está cubierta con pinturas murales realizadas en la segunda mitad del siglo XVI. En el testero frontal aparece representada la Virgen María entronizada con el niño Jesús en su regazo, en ambos lados se encuentran grupos de ángeles que le obsequian con presentes o sostienen símbolos relacionados con la iconología de la Virgen. La composición se enmarca escénicamente entre cortinajes recogidos por ángeles dejando ver un fondo de arquitectura.
En el muro derecho se representa a los cuatro padres de la iglesia sentados sobre diferentes cátedras y rodeados de libros esparcidos por el suelo. De izquierda a derecha aparecen, San Jerónimo, San Gregorio, San Ambrosio y San Agustín, vestidos conforme a la iconografía tradicional de estos santos y sosteniendo los báculos y las maquetas de la iglesia en una mano mientras en la otra muestran la pluma como símbolo de las escrituras. La composición se completa con fondos de arquitectura y en la parte inferior con los nombres de cada uno escritos en caracteres clásicos sobre filacterias.
En el testero frontal al anteriormente descrito, se representa a los cuatro evangelistas sentados sobre un banco de mármol. Muestra de izquierda a derecha a San Marcos, San Lucas, San Juan y San Mateo, cada uno de ellos con su símbolo. La última de las pinturas se encuentra sobre la puerta de entrada. Presenta una escena de carácter cortesano en la que en un paisaje imaginario aparece una construcción palaciega rodeada de grandes árboles y un río. En este medio se desarrolla una escena campestre en la que la caza es protagonista. Muestra jinetes al galope, pastores y perros al cuidado de un rebaño. El análisis de las formas y las vestiduras de los personajes indican que la fecha de ejecución de esta obra se encuentra en torno a los años primeros del siglo XVIII.

### Patio central

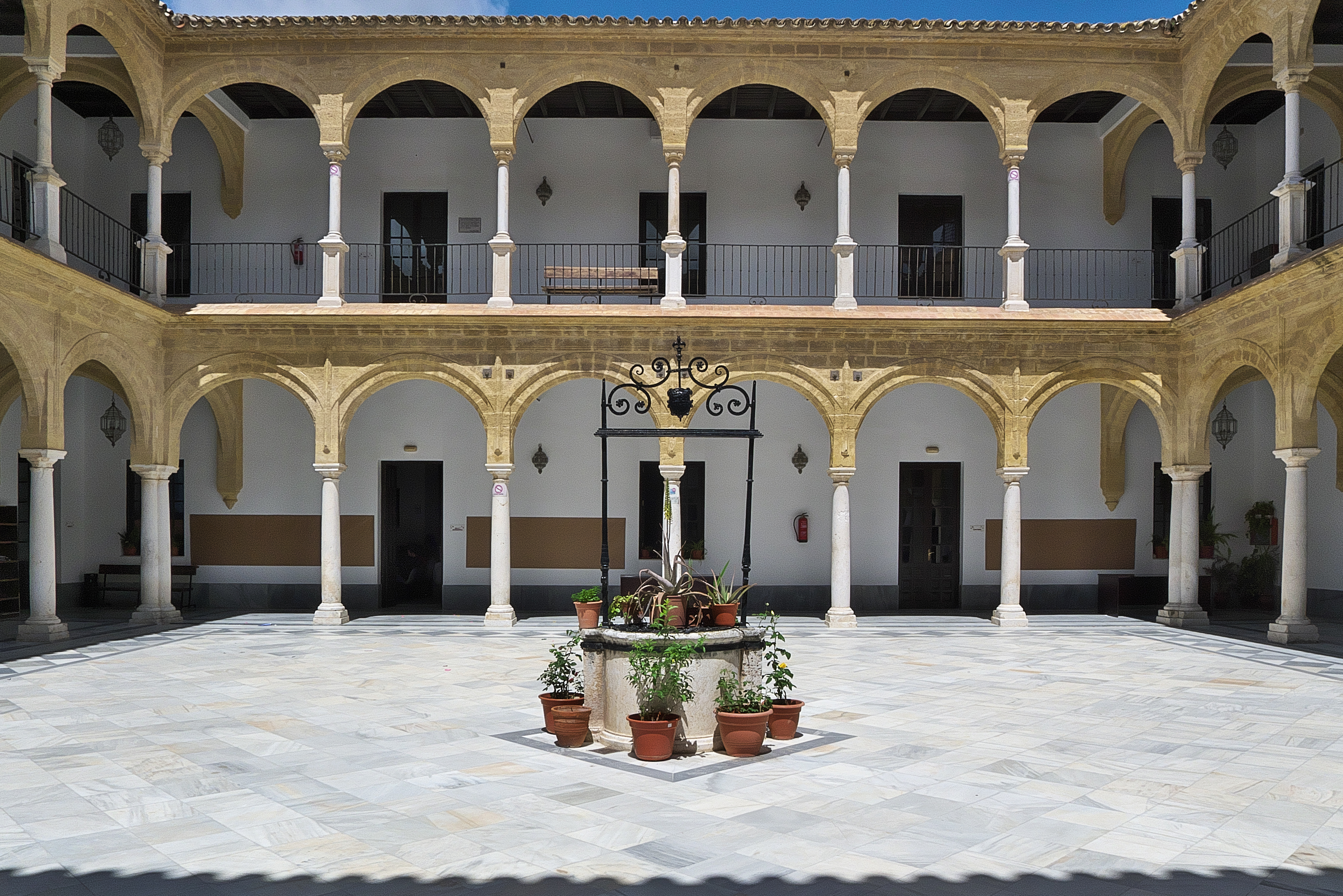
Patio de la Universidad

El patio central tiene planta cuadrada con alzado de dos pisos, ambos porticados en sus cuatro frentes. La planta inferior presenta columnas de mármol de orden toscano, que soportan vanos de medio punto doblados y simétricos. Sobre las columnas se ubican pequeñas pilastras que al conectar con el entablamento conforman un alfiz. Las galerías superiores se componen de columnas sobre basamento alto, que sostienen vanos de medio punto, doblados y cubiertos con antepecho de hierro. En el centro del patio se ubica un pozo con brocal de piedra labrada.
El cuerpo de escalera parte desde el costado suroccidental del patio. Consta de un espacio de planta rectangular en el que se desarrolla la escalera en tres tramos. Está cubierto con bóveda de cañón cuyo paramento muestra decoración de casetones octogonales. 
La sala, antigua biblioteca, actualmente dedicada a salón de actos, está situada sobre la capilla y entrada principal de la planta baja. A ella se accede desde la galería del patio en la que desemboca la escalera. Tiene planta rectangular, muy alargada cubierta con armadura en forma de artesa.

### Fachadas
El exterior del inmueble presenta en sus cuatro fachadas, realizadas en piedra, un alzado de dos plantas, en las que se abren vanos adintelados, rectangulares y dispuestos simétricamente. 
Adosadas en los cuatro ángulos del edificio se levantan cuatro torres, de las que dos son cilíndricas y flanquean la fachada principal. Están compuestas de un alzado de dos cuerpos, cubiertos con chapiteles poligonales. Las otras dos torres flanquean la fachada trasera. Son de planta cuadrada, a modo de contrafuertes, con alzado de dos cuerpos rematados con chapiteles de forma piramidal. Las cuatro torres se cubren con cerámica de color azul y blanca. La fachada principal se ubica al sureste del edificio, presenta el paramento de sillares de piedra. En ella se abren, en la zona lateral de la planta alta, dos vanos adintelados o balcones flanqueados con medias columnas y frontón superior. 
La portada, que da acceso al interior del inmueble, se encuentra descentrada de la fachada hacia su costado izquierdo. Muestra un vano de medio punto dovelado y terminado en su contorno exterior con moldura, flanqueado en ambos lados, por columnas adosadas sobre alto basamento y en la parte superior por un entablamento terminado, en los extremos, con dos pináculos. Sobre este cuerpo se levanta en el centro otro, a modo de ático, compuesto de una hornacina central, con bóveda avenerada, en cuyo interior alberga la imagen de la Virgen con el Niño. Está flanqueada con columnas y en la zona superior con moldura y pináculos laterales. Corona el conjunto un tondo en cuyo interior muestra el anagrama de la Virgen.

## Fuente
- Este artículo incluye contenido derivado de una disposición relativa al proceso de protección, incoación o declaración de un bien cultural o natural publicada en el BOE n.º 181 el 28 de julio de 2004 (texto), el cual está libre de restricciones conocidas en virtud del derecho de autor de conformidad con lo dispuesto en el artículo 13 de la Ley de Propiedad Intelectual española.